# Бовеландер, Флорис Ян
Флорис Ян Бовеландер (нидерл. Floris Jan Bovelander; род. 19 января 1966, Харлем) — нидерландский хоккеист на траве, защитник. Олимпийский чемпион 1996 года, бронзовый призёр летних Олимпийских игр 1988 года, участник летних Олимпийских игр 1992 года, чемпион мира 1990 года, серебряный призёр чемпионата мира 1994 года, чемпион Европы 1987 года, двукратный серебряный призёр чемпионата Европы 1991 и 1995 годов.

## Биография
Флорис Ян Бовеландер родился 19 января 1966 года в нидерландском городе Харлем.
На протяжении всей карьеры в течение 15 лет играл в хоккей на траве за «Блумендал». Шесть раз становился чемпионом Нидерландов по хоккею на траве, один раз — по индорхоккею. До 2011 года с 276 мячами был лучшим снайпером в истории чемпионата Нидерландов. В 1987 году завоевал Кубок европейских чемпионов.
2 декабря 1985 года дебютировал в сборной Нидерландов в товарищеском матче против сборной Новой Зеландии (3:1).
В 1986 году участвовал в чемпионате мира в Лондоне, где нидерландцы заняли 7-е место.
В 1987 году завоевал золотую медаль чемпионата Европы в Москве.
В 1988 году вошёл в состав сборной Нидерландов по хоккею на траве на летних Олимпийских играх в Сеуле и завоевал бронзовую медаль. Играл на позиции защитника, провёл 7 матчей, забил 9 мячей (четыре в ворота сборной Австралии, по два — Аргентине и Пакистану, один — Кении), став лучшим снайпером турнира. Забил оба гола в матче за 3-4-е места против сборной Австралии (2:1).
В 1990 году завоевал золотую медаль чемпионата мира в Лахоре.
В 1991 году выиграл серебряную медаль чемпионата Европы в Париже.
В 1992 году вошёл в состав сборной Нидерландов по хоккею на траве на летних Олимпийских играх в Барселоне, занявшей 4-е место. Играл на позиции защитника, провёл 7 матчей, забил 11 мячей (четыре в ворота Объединённой команды, три — Испании, два — Австралии, по одному — Новой Зеландии и Пакистану), став вместе с Фернандо Феррарой из сборной Аргентины лучшим снайпером турнира.
В 1994 году завоевал серебряную медаль чемпионата мира в Сиднее.
В 1996 году вошёл в состав сборной Нидерландов по хоккею на траве на летних Олимпийских играх в Атланте и завоевал золотую медаль. Играл на позиции защитника, провёл 7 матчей, забил 4 мяча (два в ворота сборной Испании в финальном матче (3:1), по одному — Великобритании и Австралии).
Завоевал четыре медали Трофея чемпионов: две серебряных — в 1987 году в Амстелвене, в 1989 году в Западном Берлине, две бронзовых — в 1993 году в Куала-Лумпуре и в 1994 году в Лахоре.
После Олимпиады-96 завершил международную карьеру.
В 1985—1996 годах провёл за сборную Нидерландов 241 матч, забил 215 мячей. По числу голов в составе национальной команды уступает только Паулу Литьенсу.
Был специалистом в исполнении штрафных угловых.
После завершения игровой карьеры окончил Лейденский университет по направлению медицинской биологии. 
В течение пяти лет входил в высший спортивный комитет «Блумендала». Более года был менеджером и ассистентом главного тренера сборной Нидерландов Йоста Белларта.
Вместе с братом Йеруном организовал фирму «Бовеландер энд Бовеландер», которая организует хоккейные лагеря, клиники, молодёжные и корпоративные мероприятия. Кроме того, основал в Нидерландах хоккейную академию «Бовеландер».
Посол международной некоммерческой организации «Право на игру», которая с помощью спорта стремится улучшить жизнь детей, пострадавших от войн, бедности и болезней.